# Facultad Regional Rosario
La Facultad Regional Rosario o FRRo es una de las facultades pertenecientes a la Universidad Tecnológica Nacional o UTN de la República Argentina. Dicha regional se sitúa actualmente en la calle Zeballos 1341 de la ciudad de Rosario, en la Provincia de Santa Fe y consta de 5 carreras de grado y varias de posgrado.

## Carreras de Grado
Las carreras de grado que se dictan son:
- Ingeniería Civil
- Ingeniería Eléctrica
- Ingeniería Mecánica
- Ingeniería Química
- Ingeniería en Sistemas de Información

Otras carreras de grado que se dictaron:
- Ingeniería eléctromecanica

Las postgrados que se dictan son:
- Especialización y maestría en tecnología de los alimentos.
- Administración de Negocios.
- Ingeniería de Calidad.
- Docencia Universitaria.
- Ingeniería Ambiental.

Postítulos:
- Ingeniería Laboral.

Licenciaturas que se dictan:
- Ciencias Aplicadas
- Tecnología Educativa
- Tecnología Médica
- Negocios Agroalimentarios
- Comercialización

## Origen
En Rosario, la Facultad Regional de la Universidad Tecnológica Nacional tiene sus orígenes en 1953 sobre la base de la Escuela Fábrica N° 40 (hoy E.E.T. N° 468) y del Ciclo Técnico (que funcionaba en el actual Colegio Nacional N° 2), dependientes ambos de la Comisión Nacional de Aprendizaje y Orientación Profesional. El primer secretario técnico fue Giordano Marchiori, quien conformó las primeras cátedras e inscribió los primeros alumnos en las carreras de: Ingeniería Mecánica, Ingeniería en Construcciones e Ingeniería Electromecánica.
La clase inaugural se dio en el salón de Actos de la Facultad de Ciencias Exactas e Ingeniería de la Universidad Nacional del Litoral (hoy Universidad Nacional de Rosario) con la presencia del Rector Cecilio Conditi. Funcionó hasta 1955 en las instalaciones de la Escuela Industrial Superior de la Nación Gral. José de San Martín (actual Instituto Politécnico Superior) y luego, se trasladó al Colegio Nacional N° 1.
Ingresaban solamente a esta Institución quienes trabajaban en la especialidad elegida y tenían prioridad los alumnos egresados de los ciclos técnicos de la Comisión Nacional de Aprendizaje y Orientación Profesional. La primera promoción es del año 1958, siendo el primer egresado el Ing. Mecánico Regino Miralles.
A principios de la década de 1980, se agrega la carrera de Ingeniería en Sistemas de Información, siendo junto con química (agregada en los albores de la década de 1970) las dos con mayor matrícula de alumnos.

## Edificio
El actual edificio se comenzó a construir en el año 1965 en la gestión del primer Decano electo, el Ing. Eduardo Arbones.
En el año 1969 se inauguró el anexo y al año siguiente la planta baja y el primer piso del edificio central, habiéndose llegado en la actualidad a un nivel de cuatro pisos y el ala sur del quinto.
Para 2012 se compró en la cuadra de enfrente, 10 metros en diagonal, dos ex edificios (un comercio y otro desconocido) el cual sirven para posgrado y otro anexo más, donde se dictan cátedras diversas.